# Backe sjukhus
Backe sjukhus byggdes av Västernorrlands läns landsting och ansågs vid invigningen 1964 vara ett av Sveriges modernaste länsdelssjukhus. I samband med kommunreformerna överfördes det 1974 till Jämtlands läns landsting och avvecklades sedan successivt som akutsjukhus.

## Historik
Backe sjukhus har sitt ursprung från 1879 då Backe sjukhem stod klart för att 1883 upphöjas till lasarett och senare till sjukhus. År 1961 beslutade landstinget i Västernorrland att bygga ett nytt sjukhus i Backe, där bland bevekelsegrunderna fanns misstankar om att en sedan före andra världskriget planerad kommunreform i Sverige skulle kunna innebära att Backe och kringliggande kommuner skulle kunna överföras till Jämtlands län och därmed sjukhuset till Jämtlands läns landsting.
Tre år senare, 1964, invigdes det nya sjukhuset, som då var mycket modernt och välutrustat till en kostnad av 55 miljoner kronor. Det fanns fyra vårdavdelningarna: Ettan och Tvåan för de akut sjuka och Trean och Fyran för de inte lika akut sjuka samt två operationssalar, där såväl planerade som akuta operationer utfördes. Laboratorier och röntgen, ambulanscentral och övriga servicefunktioner samt personalbostäder kompletterade.
År 1974 överfördes Backe kommun, angränsande småkommuner i nordvästra Ångermanland och Landstinget Västernorrlands engagemang i aktuella kommuner till Jämtlands län och Jämtlands läns landsting, som var fattigt och för Backe sjukhus innebar det turbulenta förändringar.
Vägen till den numer i stort sett tomma sjukhusbyggnaden gick via att Jämtlands landsting hade vare sig behov av eller råd till ett fullt modernt och välfungerande sjukhus, ”Sjukhuset i skogen”, i det glesbebyggda området och bara några år efter invigningen lades förlossningsvården ner och patienterna hänvisades till närmaste sjukhus, Sollefteå sjukhus i Västernorrlands landsting. Därefter försvann efterhand det mesta som operationssalar, vårdavdelningar och personal, så verksamheten som akutsjukhus monterades ned och 2020 återstår nästan bara skalet - en gråblå betongkoloss i fem våningar med långvårdsmedicin och några öppenvårdsmottagningar.

## Avveckling
Ägandet och skötseln av fastigheten blev en brokig historia. Landstinget och sedan Strömsunds kommun ägde den fram till dess att en affärsman med vidlyftiga planer kom in i bilden, köpte fastigheten och ombildade den till aktiebolag.
Plastikoperationer skulle göras på välbeställda utländska patienter som kunde komma inflygande med helikopter. Av detta blev intet, men med kommunen och landstinget som hyresgäster rullade det vidare, trots tomma våningar tills bolaget i februari 2013 överläts eller såldes vidare och bytte namn till Millimind No1 AB, som gick i konkurs vintern 2013-2014. Konkursboet såldes senare på exekutiv auktion 2016. Oklarheterna kring ägarskap och ansvar för fastigheten bestod även efter försäljningen, så skötsel och löpande underhåll fortfor att vara eftersatt. En ny försäljning våren 2020 till en person född på orten omintetgjordes på grund av oenighet mellan säljare och köpare efter det att överenskommelsen slutits.

## Originella verksamheter
Bland mer originella verksamheter på det före detta moderna sjukhuset fanns en period omkring år 2010 tillverkning av nikotinfritt snus, men den avvecklades senare och under en tid tjänade byggnaden som flyktingförläggning. År 2020 bedriver landstinget långvårdsmedicin samt hälsocentral i huset.
Det gamla sjukhusets personalbostäder på andra sidan vägen är uthyrda och utefter ån är det åter stillsamma promenadstråk.